# Andrij Andrijovics Hovorov
Andrij Andrijovics Hovorov (ukránul: Андрій Андрійович Говоров, Szevasztopol, 1992. április 10. –) Európa-bajnok ukrán úszó, olimpikon. A 2016-os úszó-Európa-bajnokságon 50 méteres pillangóúszásban aranyérmet, a budapesti 2017-es úszó-világbajnokságon ugyanebben a számban bronzérmet nyert.

## Sportpályafutása
A 2010-es eindhoveni rövid pályás Európa-bajnokságon 50 méteres pillangóúszásban ezüstérmet, 50 méteres gyorsúszásban bronzérmet nyert. Az év végi dubaji rövid pályás világbajnokságon szintén ezüstérmes volt 50 méteres pillangóúszásban.
2011 és 2015 között három aranyérmet nyert 50 méteres pillangóúszásban a rövid pályás Európa-bajnokságokon.
A Krím orosz annexiója után is ukrán színekben folytatta a versenyzést.
A 2016-os londoni Európa-bajnokságon aranyérmet szerzett 50 méteres pillangóúszásban és az elődöntőben úszott 22,73-as idejével az országos és az Európa-rekordot is megdöntötte. Ez volt addig az úgynevezett „cápadresszek” betiltása utáni időszak legjobb ideje a versenyszámban.
2018. július 1-jén egy római nemzetközi versenyen megdöntötte a spanyol Rafael Muñoz által pillangóúszásban nyolc éven át tartott tartott világrekordját, és legyőzte a szám világbajnokát, a brit Ben Proudot is, akitől az előző évi világbajnokság döntőjében kikapott.
A glasgow-i Európa-bajnokságon 22,48-as idővel szerzett aranyérmet 50 méteres pillangóúszásban.

## Magánélete
Szevasztopolban született 1992. április 10-én. Dnyipropetrovszkben, a Dnyepropetrovszki Állami Testnevelési és Sportintézetben diplomázott. Tanulmányait 2016-tól a Dnyiprói Olesz Honcsar Nemzeti Egyetemen folytatta.

## Egyéni rekordjai
- 50 méteres gyorsúszás  – 20,96 (Párizs, 2016-os világkupa)
- 50 méteres pillangóúszás – 22,27 (Róma, 2018. július 1.)
- 100 méteres gyorsúszás – 47,58 (Berlin, 2009. november 14)

## Díjai, kitüntetései
2013-ban sportteljesítményéért állami kitüntetést kapott elkötelezettsége és győzni akarása mellett Ukrajna nemzetközi tekintélyének növelésének elismeréseképpen.

## További információ
- Andrij Hovorov, Swimrankings.net
- Az ukrán Ifjúsági és Sportminisztérium honlapján
- A Nemzetközi Úszószövetség honlapján Archiválva 2019. január 4-i dátummal a Wayback Machine-ben